# Nowa Nadeżda
Nowa Nadeżda (bułg. Нова Надежда) – wieś w południowej Bułgarii, w obwodzie Chaskowo, w gminie Chaskowo. Według danych Narodowego Instytutu Statystycznego, 31 grudnia 2011 roku wieś liczyła 465 mieszkańców.
Nowa Nadeżda po polsku znaczy Nowa Nadzieja.
Przez wieś wiedzie linia kolejowa Kałotina - Kapitan Andreewo.